# Giang Du
Giang Du (chữ Hán giản thể: 江油市, Hán Việt: Giang Du thị, bính âm: Jiāngyóu) là một thành phố cấp huyện thuộc địa cấp thị Miên Dương, tỉnh Tứ Xuyên, Cộng hòa Nhân dân Trung Hoa. Giang Du nằm ở thượng lưu Phù Giang. Thành phố này có diện tích 2719 km2, dân số năm 2002 là 870.000 người.
Đến thời điểm năm 2006, Giang Du được chia thành 4 nhai đạo, 21 trấn và 19 hương.
- Nhai đạo: Trường Can, Hoa Bình, Vũ Đô, Hàm Tăng.
- Trấn: Chương Minh, Trọng Hoa, Tam Hợp, Hàm Tăng, Long Phượng, Vĩnh Thắng, Song Hà, Hà Khẩu, Mã Giác, Thanh Liên, Vũ Đô, Ưng Môn, Tân An, Chiến Kỳ, Cửu Lĩnh, Thái Bình, Đại Khang, Nhị Lang Miếu, Trung Bá, Tiểu Khê Bá, Hậu Bá.
- Hương: Lục Hợp, Tây Bình, Đồng Tinh, Tân Xuân, Nghĩa Tân, Quán Sơn, Thạch Nguyên, Phong Thuận, Kính Nguyên, Đại Yển, Đông Hưng, Bát Nhất, Vân Tập, Trọng Hưng, Đông An, Văn Thắng, Vạn Thủy, Xuân Thủy.